# Kám (település)
Kám község Vas vármegyében, a Vasvári járásban.

## Fekvése
Szombathelytől 25 kilométerre délkeletre, Vasvártól 9 kilométerre északkeletre fekszik, a Kemeneshát és Vas–Soproni-síkság határán.

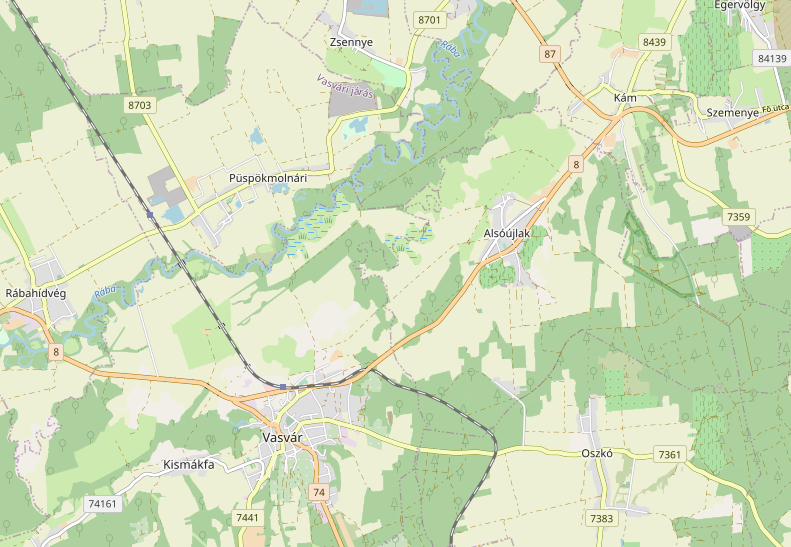
Kám Vasvár környéke térképén

### Megközelítése
Közigazgatási területén végighalad, nagyjából kelet-nyugati irányban a 8-as főút, közúton ezen érhető el legegyszerűbben Budapest, illetve Szentgotthárd és Vasvár felől is. Szombathely felől a 87-es főúton közelíthető meg, amely Kám déli szélén ágazik ki a 8-as főútból. Főutcája a szintén kelet-nyugati irányú 8438-as út, az köti össze a keleti szomszédságában fekvő Szemenyével is; az északi szomszédságában fekvő településekkel és Sárvárral a 8439-es út kapcsolja össze.
Érdekesség, hogy a települést érintette volna az 1847-ben tervezett Sopron-Kőszeg-Szombathely-Rum-Zalaszentgrót-Nagykanizsa vasútvonal. A legközelebbi vasúti csatlakozási lehetőséget így a Szombathely–Nagykanizsa-vasútvonal Vasvár vasútállomása kínálja, csaknem 10 kilométerre délnyugatra.

## Története
Rosty Ferenc (1718-1790) vasi alispán, királyi tanácsos Mária Terézia úrbérrendezés korában egy 201 úrbéri holdas földbirtokkal rendelkezett Kámon.

## Közélete

### Polgármesterei
- 1990–1994: Nagy László (független)[5]
- 1994–1998: Baumgartner László (független)[6]
- 1998–2002: Baumgartner László (független)[7]
- 2002–2006: Baumgartner László (független)[8]
- 2006–2010: Mecseki Csaba (MSZP)[9]
- 2010–2014: Mecseki Csaba (MSZP)[10]
- 2014–2019: Mecseki Csaba (Demokratikus Koalíció,[11] később független)
- 2019–2024: Mecseki Csaba (független)[12]
- 2024– : Szemes István (független)[1]

## Népesség
A település népességének változása:
| Lakosok száma | 398  | 394  | 395  | 438  | 429  | 424  | 408  |
|               | 2013 | 2014 | 2015 | 2021 | 2022 | 2023 | 2024 |

A 2011-es népszámlálás során a lakosok 96,3%-a magyarnak, 10,3% németnek mondta magát (3,8% nem nyilatkozott; a kettős identitások miatt a végösszeg nagyobb lehet 100%-nál). A vallási megoszlás a következő volt: római katolikus 81,5%, református 2,3%, evangélikus 0,5%, felekezet nélküli 2,8% (9,8% nem nyilatkozott).
2022-ben a lakosság 92,8%-a vallotta magát magyarnak, 2,1% németnek, 0,5% ukránnak, 0,5% cigánynak, 0,2% szerbnek, 1,2% egyéb, nem hazai nemzetiségűnek (6,3% nem nyilatkozott; a kettős identitások miatt a végösszeg nagyobb lehet 100%-nál). Vallásuk szerint 55,7% volt római katolikus, 0,9% evangélikus, 0,7% református, 0,5% görög katolikus, 0,2% ortodox, 1,6% egyéb keresztény, 0,5% egyéb katolikus, 8,6% felekezeten kívüli (31,2% nem válaszolt).

## Nevezetességei
- Szent András apostol templom
- Szentháromság kápolna
- Jeli arborétum a településtől mintegy 3 kilométerre délre. Alapítója gróf Ambrózy-Migazzi István (1869. március 5.,Nizza – 1933. augusztus 31.,Tana), aki a felvidéki Malonyán is létesített arborétumot.[15]

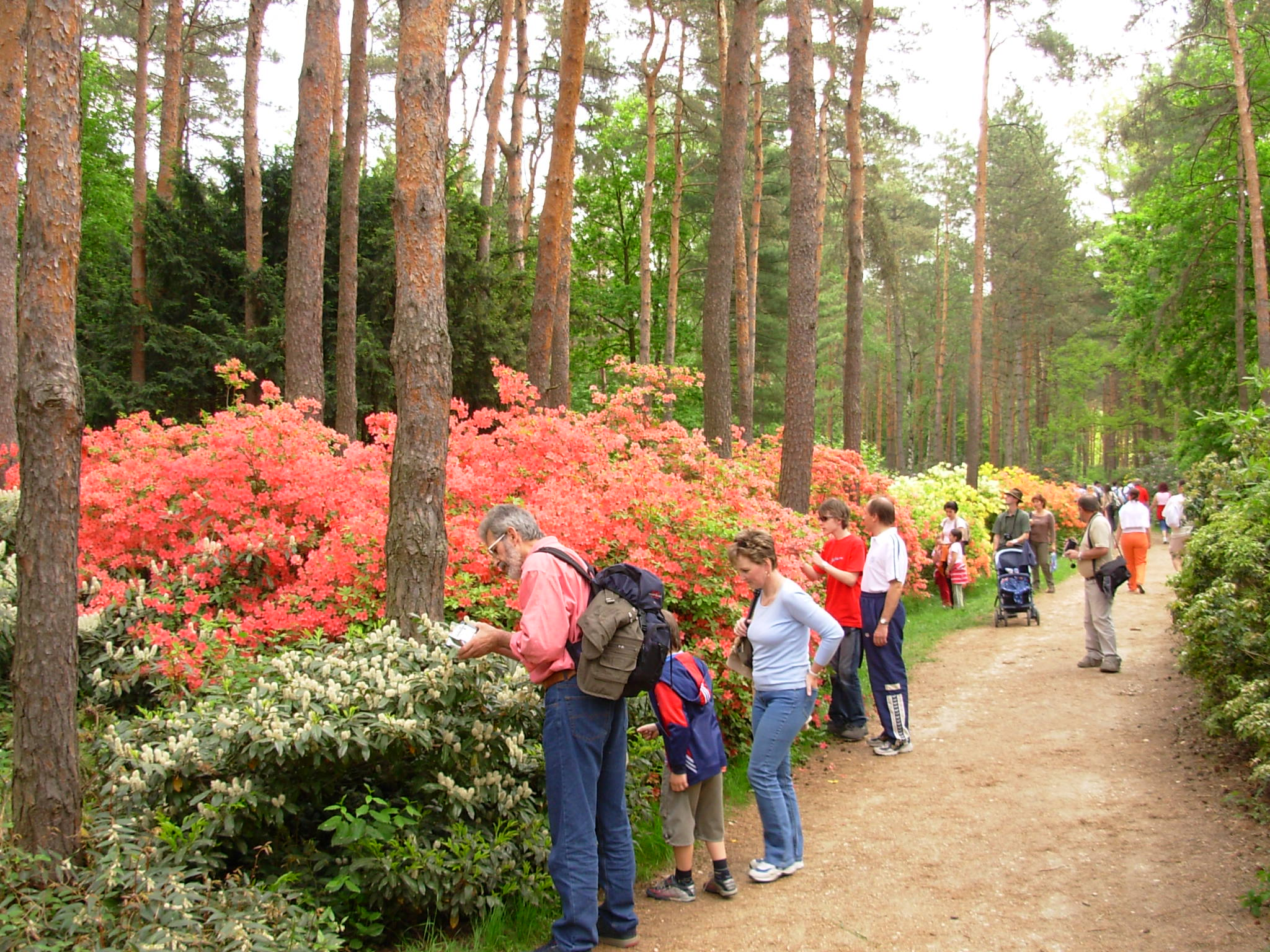
Virágzó havasszépék a Jeli arborétumban
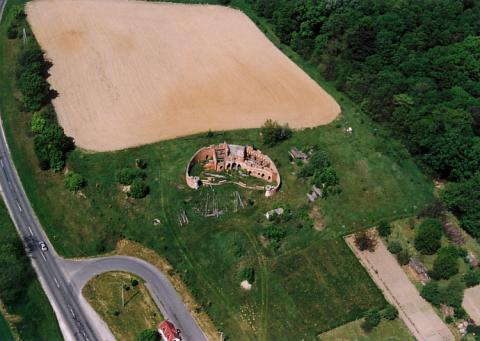
Légifotó a 8-as és a 87-es út kereszteződésénél lévő romokról
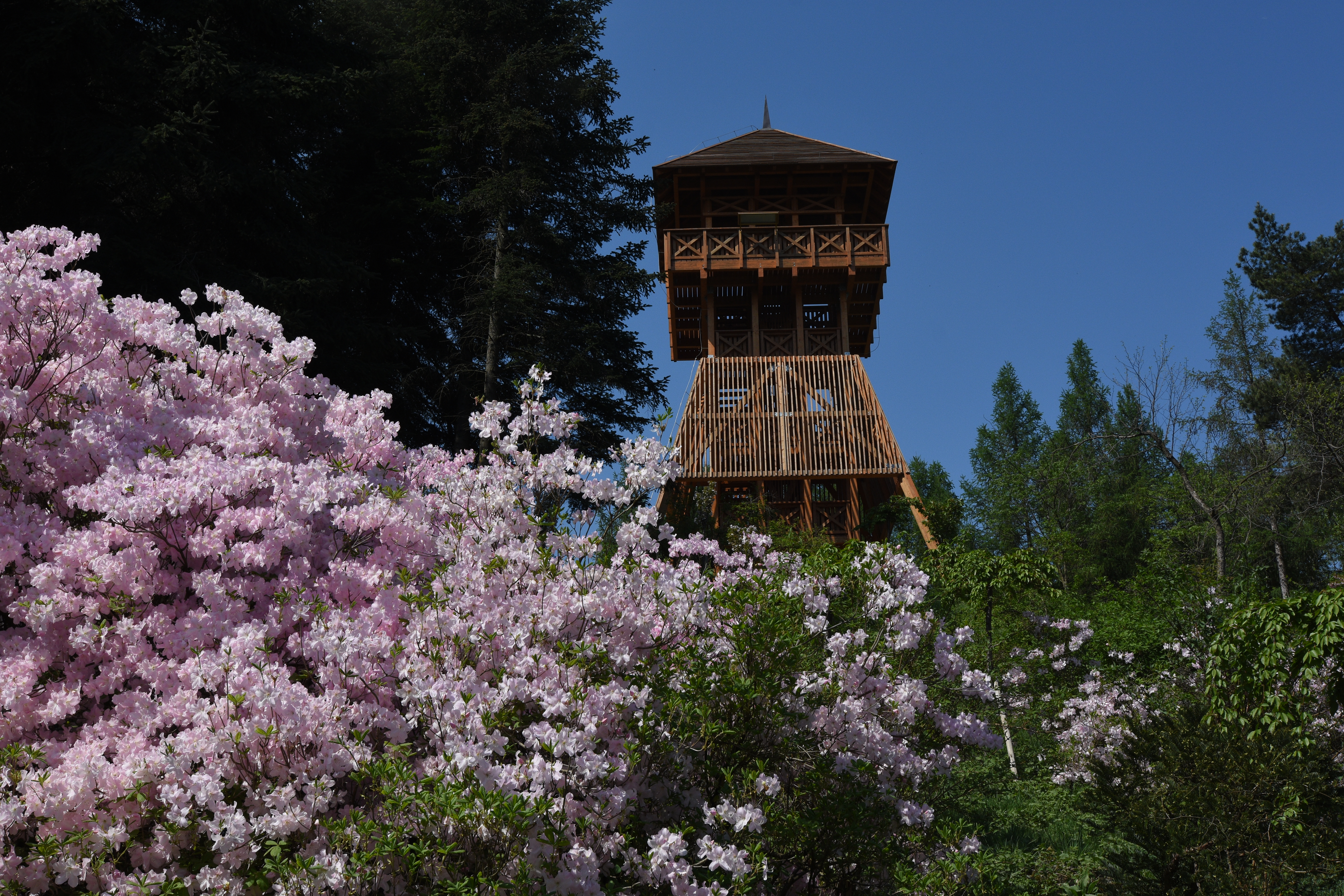
Jeli-Arboretum

## Híres emberek
- Itt élt Rosty Ferenc (1718–1790) Vas vármegye alispánja és országgyűlési követe, királyi tanácsos, táblabíró, földbirtokos.
- Itt született Szegedy Róza (1774–1832) Kisfaludy Sándor felesége és múzsája.
- Itt született dr. Holenda Barnabás (1896–1967) magyar bencés matematika- és fizikatanár.
- Itt élt Bodor Miklós (1925–2010) grafikusművész.
- Itt született Andrásfai Béla (1931–2023) matematikus.